# Formica francoeuri
Formica francoeuri är en myrart som beskrevs av Bolton 1995. Formica francoeuri ingår i släktet Formica och familjen myror. Inga underarter finns listade i Catalogue of Life.

## Bildgalleri

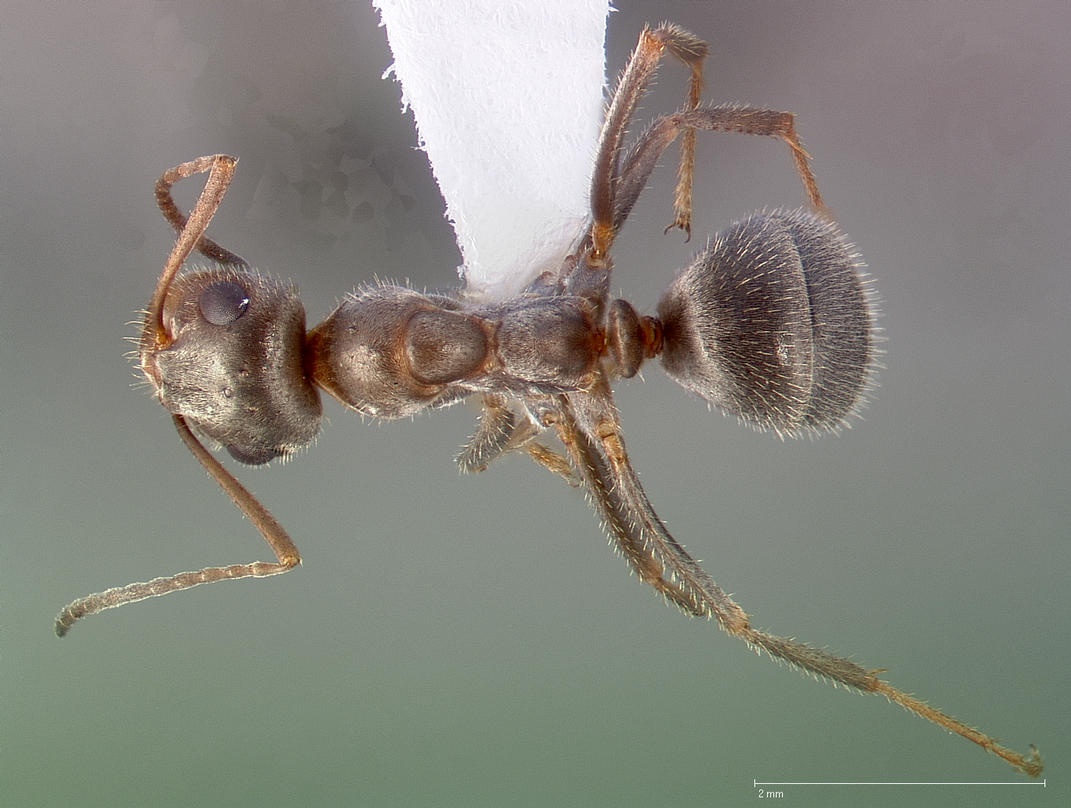
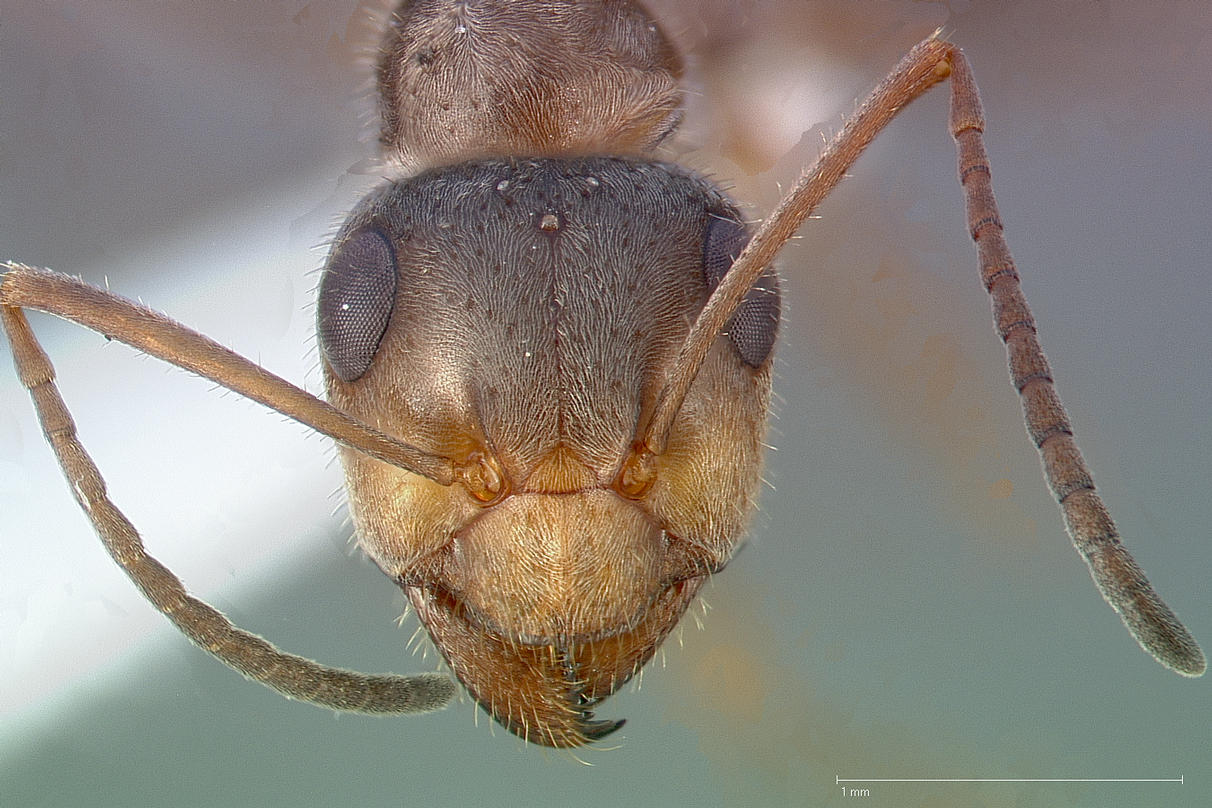
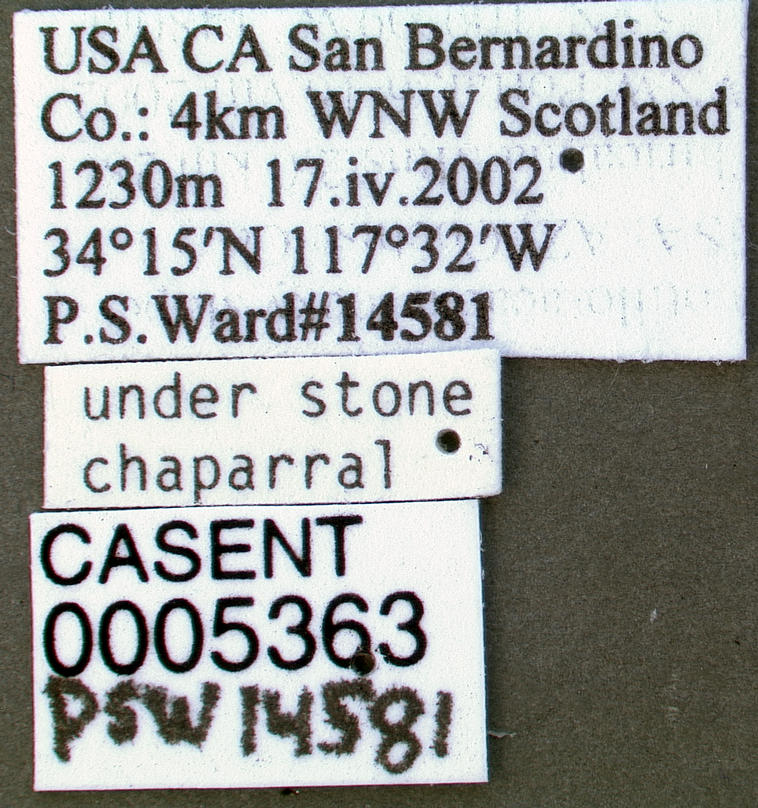
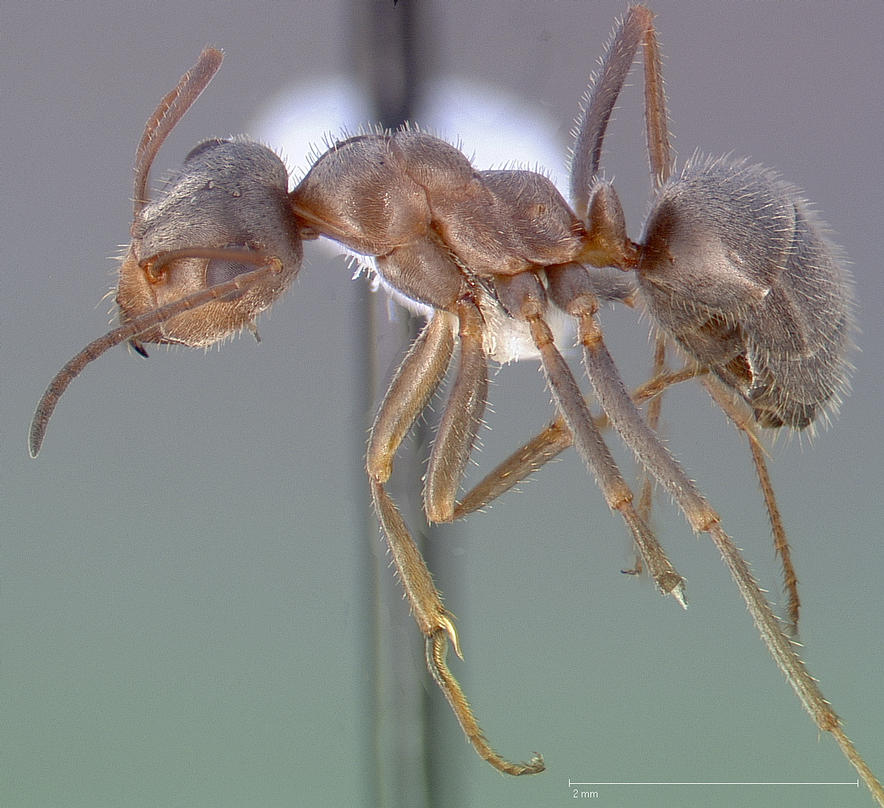
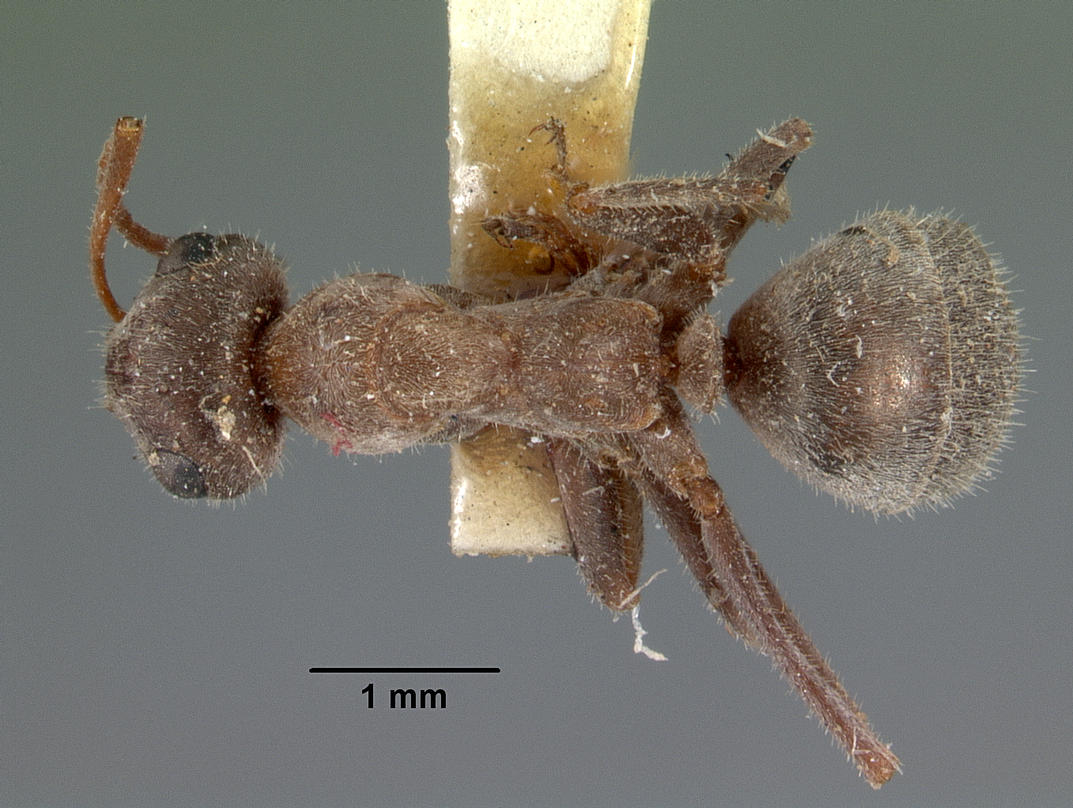
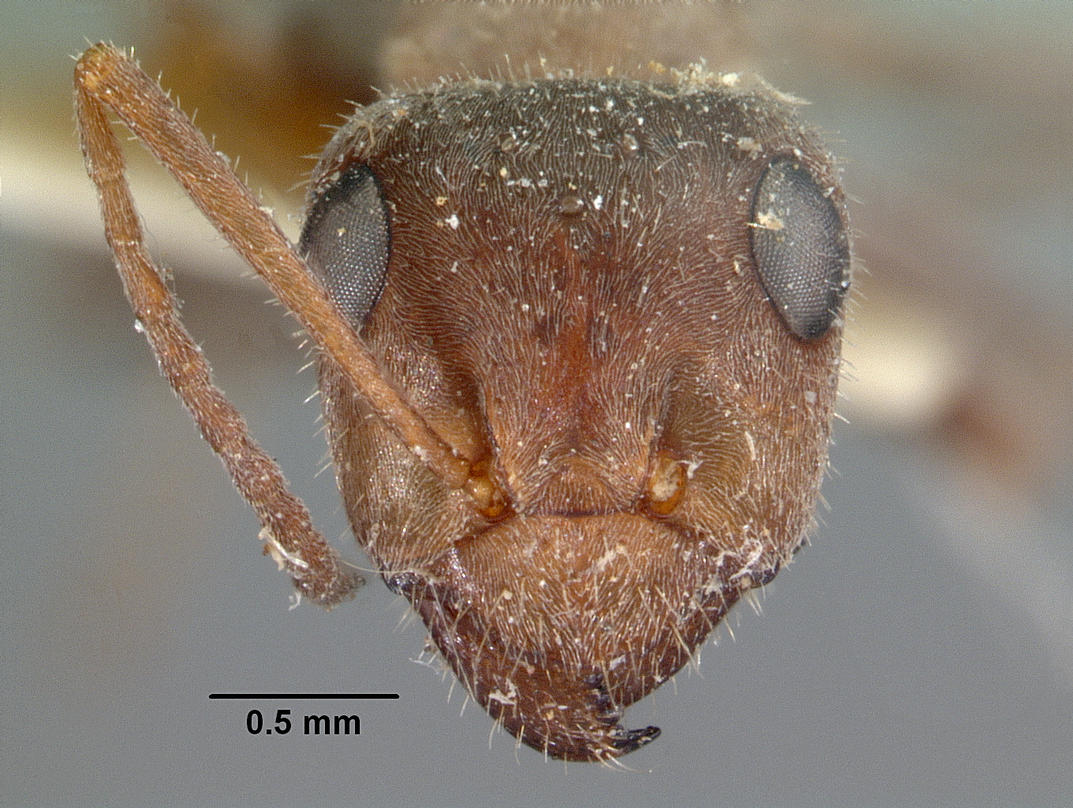